# Campeonato Mundial de Ciclismo en Ruta de 2001
El LXVIII Campeonato Mundial de Ciclismo en Ruta se realizó en Lisboa (Portugal) entre el 9 y el 14 de octubre de 2001, bajo la organización de la Unión Ciclista Internacional (UCI) y la Federación Portuguesa de Ciclismo. 
El campeonato constó de carreras en las especialidades de contrarreloj y de ruta, en las divisiones élite masculino, élite femenino y masculino sub-23; en total se otorgaron seis títulos de campeón mundial. 

## Resultados

### Masculino
- Contrarreloj

| Puesto | Ciclista        | País        | Tiempo  |
| ------ | --------------- | ----------- | ------- |
| Oro    | Jan Ullrich     | Alemania    | 51:50,2 |
| Plata  | David Millar    | Reino Unido | 51:56,3 |
| Bronce | Santiago Botero | Colombia    | 52:07,7 |

- Ruta

| Puesto | Ciclista        | País      | Tiempo  |
| ------ | --------------- | --------- | ------- |
| Oro    | Óscar Freire    | España    | 6:07:21 |
| Plata  | Paolo Bettini   | Italia    | 6:07:21 |
| Bronce | Andrej Hauptman | Eslovenia | 6:07:21 |

### Femenino
- Contrarreloj

| Puesto | Ciclista       | País    | Tiempo   |
| ------ | -------------- | ------- | -------- |
| Oro    | Jeannie Longo  | Francia | 29:08,55 |
| Plata  | Nicole Brändli | Suiza   | 29:08,96 |
| Bronce | Dori Ruano     | España  | 29:53,16 |

- Ruta

| Puesto | Ciclista           | País     | Tiempo  |
| ------ | ------------------ | -------- | ------- |
| Oro    | Rasa Polikevičiūtė | Lituania | 3:12:05 |
| Plata  | Edita Pučinskaitė  | Lituania | 3:12:05 |
| Bronce | Jeannie Longo      | Francia  | 3:12:05 |

### Sub-23
- Contrarreloj

| Puesto | Ciclista       | País           | Tiempo   |
| ------ | -------------- | -------------- | -------- |
| Oro    | Danny Pate     | Estados Unidos | 46:29,35 |
| Plata  | Sebastian Lang | Alemania       | 47:07,70 |
| Bronce | James Perry    | Australia      | 47:08,70 |

- Ruta

| Puesto | Ciclista          | País    | Tiempo  |
| ------ | ----------------- | ------- | ------- |
| Oro    | Yaroslav Popovych | Ucrania | 4:02:43 |
| Plata  | Giampaolo Caruso  | Italia  | 4:03:00 |
| Bronce | Ruslan Gryshenko  | Ucrania | 4:04:15 |

## Medallero
| Núm. | País           | Oro | Plata | Bronce | Total |
| ---- | -------------- | --- | ----- | ------ | ----- |
| 1    | Alemania       | 1   | 1     | 0      | 2     |
|      | Lituania       | 1   | 1     | 0      | 2     |
| 3    | España         | 1   | 0     | 1      | 2     |
|      | Francia        | 1   | 0     | 1      | 2     |
|      | Ucrania        | 1   | 0     | 1      | 2     |
| 6    | Estados Unidos | 1   | 0     | 0      | 1     |
| 7    | Italia         | 0   | 2     | 0      | 2     |
| 8    | Reino Unido    | 0   | 1     | 0      | 1     |
|      | Suiza          | 0   | 1     | 0      | 1     |
| 10   | Australia      | 0   | 0     | 1      | 1     |
|      | Colombia       | 0   | 0     | 1      | 1     |
|      | Eslovenia      | 0   | 0     | 1      | 1     |
|      | TOTAL          | 6   | 6     | 6      | 18    |